# 결함 추적
공학에서 결함 추적(defect tracking)은 제품의 기록된 불량품을 시작부터 종료(해결 또는 폐기까지)까지 추적하고(이상 점검, 테스트 또는 고객 피드백 기록을 통해), 결함을 수정한 제품의 새 버전을 만드는 과정이다. 결함 추적은 복잡한 소프트웨어 시스템에 일반적으로 수십, 수백 또는 수천 개의 결함이 있기 때문에 소프트웨어 공학에서 중요하다. 따라서 이러한 결함을 관리, 평가 및 우선순위를 정하는 것은 어려운 작업이다. 결함 수가 상당히 많아지고 결함을 장기간 추적해야 할 경우, 버그 추적 시스템을 사용하면 관리 작업이 훨씬 쉬워진다.

## 같이 보기
- 버그 추적
- 이슈 추적 시스템 비교